# 仿生机器人学
仿生机器人学、生物机器人学、仿生物機器人學（Biorobotics）是机器人学的一个分支学科，主要研究以模拟动物的构造、传感系统、计算结构等来构造一个机器人。
以仿生物機器人學製造出來的幾种比较著名的仿生机器有：
- 機器蛇（英语：Snakebot）
- 機械鮪（英语：RoboTuna）